# Balian von Jaffa
Balian von Jaffa (lateinisch Balianus Joppensis, * vor 1142; † nach 1185) war ein hochrangiger Beamter und Adliger im Königreich Jerusalem, der eine bedeutende Rolle in der Geschichte der Kreuzfahrerstaaten spielte.

## Herkunft und frühe Laufbahn
Balian stammte aus adliger Familie und war ein Bruder des Rohard von Jaffa. Die Herkunft seiner Familie ist nicht gesichert. Vermutlich war seine Mutter die Schwester des Rohard, der zwischen 1135 und 1152 als Kastellan und Vizegraf von Jerusalem belegt ist. Wie sein Bruder war auch Balian ein Gefolgsmann Amalrichs I., der vor seiner Thronbesteigung Graf von Jaffa war. Im Jahr 1157 nahm er zusammen mit Rohard an dem Feldzug von König Balduin III. nach Syrien teil, der zur Festigung der Kreuzfahrerherrschaft in der Region beitrug.
Nachdem Amalrich 1162 zum König von Jerusalem gekrönt wurde, war Rohard von 1163 bis 1177 sowie erneut 1179 als Kastellan und Vizegraf von Jerusalem tätig.

## Diplomatische Missionen und Ämter
Im Sommer 1174 führte Balian auf Ersuchen des Regenten Miles von Plancy eine diplomatische Mission nach Westeuropa durch, um dort für militärische Unterstützung für das Königreich Jerusalem zu werben. Diese Mission war ein Teil der Bemühungen, die Verteidigung des Königreichs gegen die anhaltenden Bedrohungen durch die muslimischen Herrscher in der Region zu stärken.
1178 amtierte Balian zeitweise als Kastellan von Jerusalem und ist in dieser Funktion im April und Mai urkundlich belegt. Als Kastellan war er für militärische Verwaltungsaufgaben in der Stadtfestung Jerusalem zuständig. Sein Amtssitz war die Zitadelle, bekannt als der Davidsturm, am Westrand der Jerusalemer Altstadt.
Im Jahr 1183 wurde Balian zum Kämmerer von Jerusalem ernannt. Mit dieser Position war ein Lehen verbunden, aus dem der Kämmerer im Kriegsfall üblicherweise verpflichtet war, zwei Ritter  aufzustellen. Dass Balian als Kämmerer laut einer in den Assisen von Jerusalem erhaltenen Auflistung hingegen verpflichtet war, im Kriegsfall sieben Ritter zu stellen, weist darauf hin, dass er offenbar mit umfangreichen weiteren Ländereien belehnt war. Er ist als Kämmerer letztmals im Juni 1185 urkundlich dokumentiert.